# Baudouin de Hauteclocque
Pour les articles homonymes, voir de Hauteclocque.
Baudouin de Hauteclocque, né le 13 juin 1908 à Royon (Pas-de-Calais) et mort le 9 octobre 1981 à Capelle-lès-Hesdin (Pas-de-Calais), est un homme politique français.

## Biographie
Propriétaire exploitant de métier, il devient maire de Royon en 1945, puis devient conseiller général de Fruges en 1958. Il est élu sénateur en 1965. Il est enfin conseiller régional de droit de 1973 à 1981.

## Détail des fonctions et des mandats
Mandat parlementaire
- 26 septembre 1965 - 9 octobre 1981 : sénateur du Pas-de-Calais